# Charles Bertrand-Geslin
Pour les articles homonymes, voir Geslin.
 (août 2018).
Le baron Charles Bertrand-Geslin est un géologue et naturaliste français, né le 10 novembre 1796 à La Flèche et mort le 12 octobre 1863 au château de l'Oiselinière.

## Biographie
Charles Bertrand-Geslin est le fils de Jean-Baptiste Bertrand-Geslin.
Il fait sa scolarité au lycée de Nantes et, élève d'Alexandre Brongniart, il l'accompagne lors d'une mission en Italie.
Publiant notamment un mémoire sur les formations géologiques de l'île de Noirmoutier, il est l'un des fondateurs de la Société d'histoire naturelle de Paris et de la Société géologique de France, et est membre de la Société industrielle de Nantes et de la Société académique de Nantes et de Loire-Inférieure. 
Il est conseiller municipal et conseiller général de la Loire-Inférieure de 1852 à 1863 (canton de Saint-Père-en-Retz).
Il lègue sa  bibliothèque et ses collections de minéraux au muséum d'histoire naturelle de Nantes.

## Ouvrages
- Description du terrain de transport à ossements du val d’Arno supérieur
- Notice géognostique sur l'île de Noirmoutier